# Stefano Perati
Stefano Perati (Brescia, 15 gennaio 1909 – ...) è stato un allenatore di calcio e calciatore italiano, di ruolo ala.

## Caratteristiche tecniche
Era un'ala.

## Carriera

### Calciatore
Cresciuto nel Brescia, ha fatto il suo esordio in prima squadra nella massima serie a Firenze il 27 settembre 1931 in Fiorentina-Brescia (2-1), disputando in tutto 4 partite di Serie A. Poi ha giocato due stagioni in Toscana, la prima a Siena e la seconda in Maremma con il Grosseto.

### Allenatore
Allenò la Carbosarda per dodici anni per poi passare al Cagliari, che guidò in due campionati di Serie B. Seguì poi di nuovo il Carbonia e il Tharros nella stagione 1968-1969, in Serie D e la Torres.

## Palmarès

### Allenatore

#### Competizioni nazionali
- IV Serie: 1

Carbosarda: 1952-1953